# 应召女郎的秘密日记

应召女郎的秘密日记（英語：Secret Diary of a Call Girl）是一部英国电视剧，改编自应召女郎"Belle de Jour"以亲身经历匿名撰写的网志和书籍，讲述了一名伦敦高级應召女郎（比莉·派佩饰）接活时发生的各种故事。
本剧原本由第四台制作，之后獨立電視台接管了节目，在2007年到2011年间于晚10点“特大号星期三”时段在獨立電視台二频道播出。由于对性交的幽默描写，评论界将本剧与《慾望城市》做比较。
主题曲是艾米·怀恩豪斯演唱的歌曲"You Know I'm No Good"的节选。